# 멜닉 42

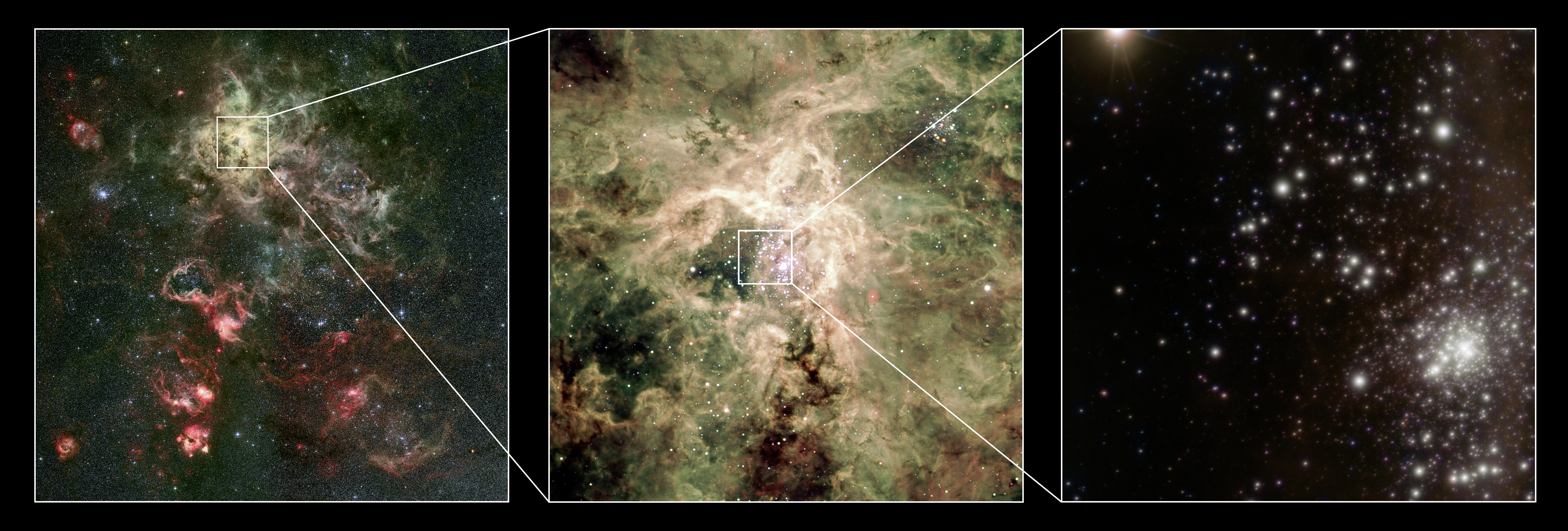
RMC 136 성단, 멜닉 42는 가장 오른쪽 이미지의 주 성단 바로 위에 위치한다.

멜닉 42(영어: Melnick 42, Mk 42)는 황새치자리의 타란툴라 성운에 위치한 거대한 청색 초거성으로 크기는 태양의 21배에 불과하지만 47,300 K의 높은 온도로 인해 3,600,000 L☉의 광도를 가져 타란툴라 성운에서 가장 광도가 높은 별 중 하나다. 이 별은 중심핵에서 훨씬 바깥인 위치지만 R136 성단의 중심에서 약 2 파섹도 안되는 거리에 위치한다.
멜닉 42는 원래 발견 당시 분광형 WN으로 분류되었으나 이후에는 O3 If로 분류되었고 빗금표 항성이 정의되며 분광형 O3 If*/WN6으로 분류되었으며, 마지막으로 분광형 O2의 도입과 빗금표 항성 분류의 개선으로 인해 O2 If*로 분류되었다. 초거성 광도계급으로 분류되지만 아직 중심핵에서 수소 연소 과정이 진행중인 주계열성이며 나이는 100만 년 미만인 것으로 생각된다.

## 같이 보기
- 광도 순 항성 목록